# Alejandra Ironici
Victoria Alejandra Selenia Ironici-Castillo (Tostado, 4 de noviembre de 1976-Santa Fe, 21 de agosto de 2022) fue una activista por los derechos LGBT+ argentina. Es reconocida por ser la primera persona de Argentina en realizar su cambio de sexo por trámite administrativo en el documento nacional de identidad, en 2012.

## Biografía
Alejandra Ironici nació el 4 de noviembre de 1976 en la ciudad santafesina de Tostado.Con 18 años migró de su ciudad natal a Santa Fe debido a la transfobia familiar que sufría.
El 12 de marzo de 2012 se convirtió en la primera mujer trans en recibir por vía administrativa su documento nacional de identidad (DNI) que respetaba su identidad de género autopercibida. Este reconocimiento fue anterior a la Ley N° 26743 y su resolución prefiguró una comprensión de la identidad de género en términos de acceso a la justicia y a la salud.
Como activista se involucró en diversas organizaciones LGBT+, con especial atención en los derechos de las personas trans-travestis pero también en organizaciones feministas y barriales. Fue coordinadora del Movimiento por la Integración Social, Étnica y Religiosa (MISER) Santa Fe, organización no gubernamental transversal,  integrante de la Red de Mujeres Socialistas, organizadora de la mesa Ni una menos de Santa Fe, codirigió el Archivo Memorias Sexodisidentes de Santa Fe y Presidenta de la Vecinal Pro-Mejoras Barranquitas.
En octubre de 2012  obtuvo una plaza dentro del área de Asistencia Social en el Hospital Iturraspe, lo que la convirtió en la primera persona trans en ocupar un puesto laboral dentro del sector público en la Provincia de Santa Fe.También fue promotora de salud en el Hospital Sayago y posteriormente coordinadora del programa de Salud para Personas Trans de la Ex-Subsecretaría de Diversidad Sexual de la Provincia de Santa Fe.

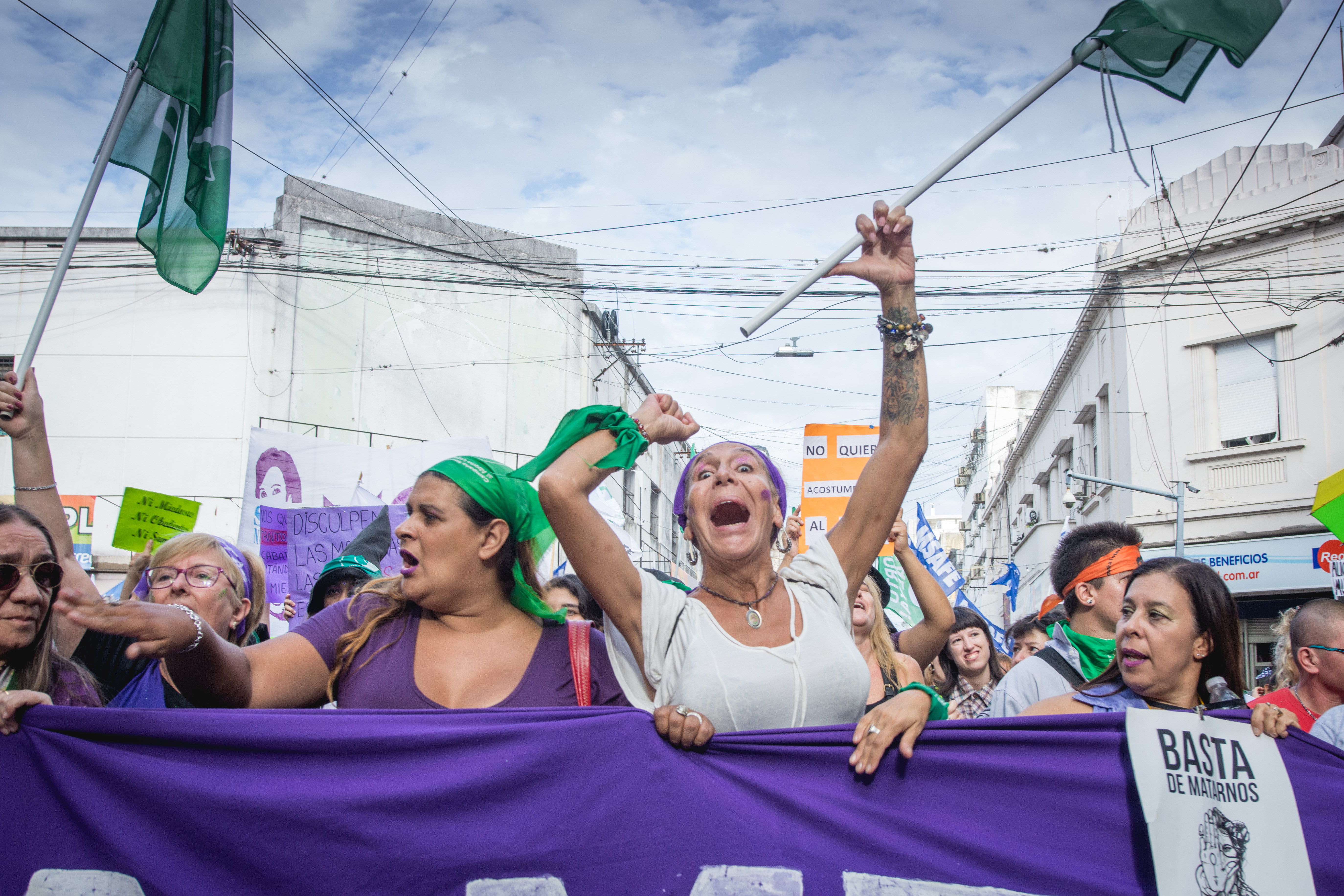
Ironici durante la Marcha 8M de 2019 en Santa Fe

Desde 2017 estudiaba Derecho en la Facultad de Ciencias Jurídicas y Sociales de la Universidad Nacional del Litoral (UNL). En el ámbito universitario, destacó por su activismo por el cupo laboral trans dentro de la UNL, meta que consiguió en mayo de 2022. También participó en el Programa de Género de la UNL, además de ser docente en la capacitación sobre Ley Micaela.
En 2021 accedió a dar clases en educación secundaria como reemplazante, lo que la convirtió en una de las primeras docentes trans de la ciudad junto a su compañera Lucy Giménez.

## Asesinato
El domingo 21 de agosto de 2022, el cuerpo de Ironici fue encontrado en su domicilio por su sobrino. La casa estaba sufriendo un incendio e Ironici se encontraba sobre un charco de sangre. Tras llamar al 911, la policía se apersonó y confirmaron el fallecimiento de Ironici. Se alertó que la persona con quien convivía no se encontraba en el lugar, así como su automóvil, por lo que se inició la búsqueda del vehículo. Cuando se encontró a Horacio Barrera, la pareja de Ironici, fue detenido.
El cadáver de Ironici presentaba 46 heridas de apuñalamiento, así como quemaduras por el incendio. La investigación iniciada por la Fiscalía, a cargo de la fiscal Alejandra Del Río Ayala, de la Unidad Fiscal Especial de Violencia de Género, Familiar y Sexual (Gefas) del Ministerio Público de la Acusación (MPA), inició audiencia de medidas cautelares, y adelantó que, de celebrarse un juicio, solicitarán prisión perpetua para el acusado de crimen de odio por transfemicidio.
El juicio por el crimen de Alejandra Ironici comenzó en los tribunales de Santa Fé el 12 de marzo de 2024 y concluyó el 23 de marzo. Como resultado, Horacio Barrera fue condenado a prisión perpetua como autor del transfeminicidio, del cual había confesado ser el responsable, aunque sin reconocer el delito de abuso sexual.

### Reacciones

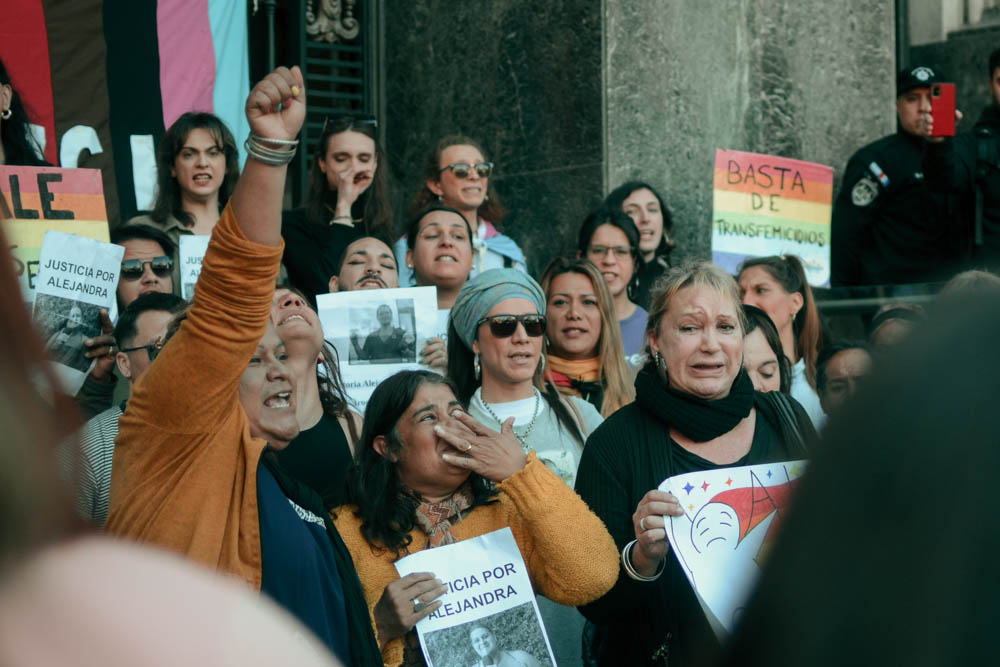
Familiares, amistades y ciudadanía durante la protesta en Santa Fe por el asesinato de Ironici

Entre otros, el activista Esteban Paulón y la ministra de Igualdad María Florencia Marinaro condenaron el asesinato por redes sociales.
En repulsa a su asesinato, el 22 de agosto fue convocada la concentración «Justicia por Alejandra Ironici» frente a los Tribunales Provinciales. Se registró una masiva marcha en protesta y conmoción en redes sociales. El Gobierno de Santa Fe condenó el asesinato de Ironici y adelantó su presentación como parte querellante en el juicio.

### Homenajes
Alejandra Ironici fue asesinada en agosto de 2022, hecho que provocó una gran conmoción en la comunidad santafesina. En conmemoración por su vida, se realizaron distintos actos conmemorativo en la Provincia de Santa Fe.
El 21 de septiembre de 2022 se llevó a cabo en el Concejo Municipal un acto en homenajea la militante y precursora en la lucha por los derechos trans Alejandra Ironici, al cumplirse el primer mes de su transfemicidio. La iniciativa fue de la concejala Laura Mondino (Frente Progresista). Participaron del encuentro legisladores, funcionarios de la Municipalidad, concejales, referentes del colectivo LGBT, familiares, y actores de diferentes espacios políticos e instituciones de la ciudad.
En homenaje a Alejandra, el gobierno provincial a través del Ministerio de Igualdad, Género y Diversidad, junto a la Municipalidad de Sauce Viejo, inauguró el martes 4 de octubre de 2022, el Punto Violeta ubicado en dicha ciudad. Éste, lleva el nombre de “Alejandra Ironici”, en memoria de la referente por la lucha de los derechos travesti – trans.
En abril de 2023 se inauguró el Paseo de la Diversidad "Alejandra Ironici", en una zona céntrica de la ciudad de Santa Fe, por iniciativa de autoridades y activismos locales. Allí fue descubierto una cartelera en homenaje a la activista y establecido un lugar de memoria a la misma.